# Game Changer
Pour plus de détails, voir Fiche technique et Distribution.
Game Changer est un thriller d'action indien réalisé par S. Shankar et sorti en 2025,.

## Fiche technique
Sauf indication contraire, les informations mentionnées dans cette section peuvent être confirmées par les bases de données cinématographiques IMDb et Allociné,  présentes dans la section « Liens externes ».
- Titre original : Game Changer
- Réalisation : S. Shankar
- Scénario : S. Shankar et Karthik Subbaraj
- Musique : S. Thaman
- Décors :
- Costumes :
- Photographie : R. Rathnavelu et S. Tirru
- Son :
- Montage : Shameer Muhammed
- Production : Dil Raju et Sireesh
  - Coproduction : Harshith Reddy
  - Production exécutive : N. Narasimharao et Kirpal Singh
  - Production déléguée : SK. Zabeer
- Sociétés de production : Sri Venkateswara Creations
- Sociétés de distribution : Friday Entertainment
- Pays de production :  Inde
- Langue originale : télougou
- Format : couleur
- Genre : Thriller d'action
- Durée : 145 minutes
- Dates de sortie :
  - France : 8 janvier 2025
  - Inde : 10 janvier 2025

## Distribution
- Ram Charan
- Kiara Advani
- Anjali
- Samuthirakani
- S.J. Suryah
- Sunil
- Jayaram
- Meka Srikanth
- Dil Raju
- Naveen Chandra